# 血液 (X-ファイルのエピソード)
「血液」（原題:Blood）は『X-ファイル』のシーズン2第3話で、1994年9月30日にFOXが初めて放送した。

## スタッフ
- 監督：デヴィッド・ナッター
- 脚本：グレン・モーガン、ジェームズ・ウォン
- 原案：ダリン・モーガン

## キャスト

### レギュラー
- デイヴィッド・ドゥカヴニー - フォックス・モルダー特別捜査官
- ジリアン・アンダーソン - ダナ・スカリー特別捜査官

### ゲスト
- ブルース・ハーウッド - ジョン・フィッツジェラルド・バイヤース
- トム・ブレイドウッド - メルビン・フロヒキー
- ディーン・ハグランド - リチャード・ラングリー
- ウィリアム・サンダーソン - エドワード・ファンチ
- ジョン・サイガン - スペンサー保安官
- アシュリン・ギア - ボニー・マクロバーツ
- ジョージ・トーリアトス - ラリー・ウィンター

## ストーリー
ペンシルベニア州フランクリンの郵便局で働くエドワード・ファンチは、予期せぬリストラに遭う。失意の中作業にあたるファンチはデジタル・ディスプレイに「皆殺しにしろ」という文字が表示されているのを見る。他方、フランクリンの市民センターでは、満員に近いエレベーターに乗っていた中年男性が、ディスプレイに「息苦しいよな?」と表示されているのを見ていた。様子を見た限り、その表示を見たのは彼一人だけのようだった。どういうわけだか汗が止まらない彼がディスプレイをもう一度見ると、そこには「このままじゃ息が出来ないぞ。皆殺しにしろ。」という文字が表示されていた。
フランクリンの市民センターで起きた殺人事件を調査するために、モルダーは現地へ向かい、センターのロビーに死体が横たわっているのを見た。スペンサー保安官の説明によると、4人の被害者は素手で殺され、犯人は警備員に銃殺されたのだという。奇妙なことに、フランクリンではここ半年の間に7人の人間が22人を殺害していた。現場を調べたモルダーはエレベーターの中にあるディスプレイが破損していることと犯人の指先に緑色の何かが付着していることに気が付いた。
FBIアカデミーにいたスカリーは、モルダーから届いた報告書を読む。8件の殺人事件に共通しているのは、犯人が現場にあった電子機器を壊していると言うことだけだった。その頃、フランクリンに住むボニー・マクロバーツは修理に出していた自動車を引き取るために自動車修理工場を訪れたところ、自動車のディスプレイに「修理工はお前をレイプしようとしているぞ」と表示されているのを見た。恐怖に駆られたボニーは、近くに落ちていた金具で修理工を殴り殺してしまう。翌朝、モルダーとスペンサーがボニーの家を聞き込みのために訪れたとき、ボニーは突然パニックに陥り、ナイフをとってモルダーに襲いかかったが、間一髪のところでスペンサーが彼女を射殺した。
ボニーの死体を解剖したスカリーは、死体の血中から高濃度のアドレナリンを検出し、彼女が極度の興奮状態に陥っていたことを突き止める。先の事件の犯人の死体からもアドレナリンが検出されたことを踏まえ、スカリーは何らかの物質と神経から分泌される物質が結合した結果、LSDを使用したときのような症状が出たと結論づけた。その頃、ファンチはさらに強迫的になっており、あらゆる電子機器にメッセージが表示されているのを見ていた。デパートをうろつくファンチに献血ボランティアの人間が声をかけた。血液を見た瞬間、ファンチの脳裏には暴力的なイメージが浮かんだ。さらに、彼はデパートのテレビに「スポーツ用品コーナーから銃を持ち出せ」というメッセージが表示されているのを見た。
その夜、果樹園での捜査を行っているとき、モルダーはヘリコプターから散布されている農薬を浴び、病院へ行く羽目になる。モルダーは病院のテレビに「殺れ!」と表示されているのを見た。モルダーが浴びた農薬には、昆虫の恐怖心を増幅させるLDSMという物質が含まれていたが、それは人間にも有効であり、農薬によって恐怖心が増大した結果、サブリミナル効果によって電子画面に変なメッセージを見てしまったのである。一悶着はあったものの、市当局は農薬散布を中止して、市民にコレステロール値の検査と称した血液検査を行うことを確約した。
ファンチが血液検査を受けに来ないのを不審に思ったモルダーとスカリーが彼の家を訪ねたところ、自宅にある全ての電化製品が破壊されていた。モルダーはファンチが血液恐怖症なのではないかという直感を得た。また、銃弾ケースが空になっているのを見たモルダーは、ファンチがどこかで銃を乱射しようとしていると確信した。ファンチは時計塔のてっぺんに陣取り、今にも下を歩く人々をランダムに狙撃しようとしていたが、すんでの所でモルダーに取り押さえられ、ストレッチャーで搬送される。
事件を解決したモルダーがスカリーに電話していると、携帯の画面に「もういいや。ばいばい。」というメッセージが表示された。驚愕のあまり、モルダーはスカリーの呼びかけにも応じられなくなってしまった。今回の一件は本当に農薬だけに起因するものかどうかあいまいなまま、物語は幕を下ろす。

## 製作
本エピソードはグレン・モーガン自身の血液恐怖症と南カリフォルニアで散布されていた農薬、マラチオンを巡る論争に着想を得たものである。また、ファンチの職業が郵便局員だったのは、モーガンとウォンが使っていたアイデア帳に「郵便局員」という文字が書き留められていたからである。勿論、クリス・カーターが「『X-ファイル』にはデジタル機器を題材にしたエピソードがもっと必要だ」と考えていたことも影響を及ぼしている。モーガンとウォンは「FAXや携帯電話のようなごく普通の電子機器を恐怖の電子機器に変貌させる」ような脚本を書くと決めていた。本エピソードの最後でファンチが時計塔に上ったのは、1966年のテキサスタワー乱射事件に触発されたものであり、時計塔のシーンはブリティッシュコロンビア大学で撮影された。ただし、大学構内に銃火器を持ち込む許可が下りなかったため、銃を使用するシーンは別の場所で撮影された。そのため、時計塔内部のシーンはセットを組んで撮影された。
なお、本エピソードはダリン・モーガンがクレジットされた最初のエピソードである。
シーズン1第17話「E.B.E」に登場したローン・ガンメンは1話限りの登場になる予定だった。モルダーのような考えを持つ人間が他にもいると示すことで、モルダーが信頼できる人間であると視聴者に示せればそれで良かったのである。しかし予想外にも、ローン・ガンメンはインターネット上で大いに注目を浴びたため、本エピソードで3人が再登場することとなった。
ボニー・マクロバーツを演じたのはポルノ女優のアシュリン・ギアであった。モーガンは彼女を起用した理由について「『X-ファイル』はエッジが効いた作品なので、現役のポルノ女優を起用することが出来た。『NYPDブルー』はジンジャー・リンを起用したが、彼女はすでに引退したポルノ女優だったぞ。」と述べている。

## 評価
1994年9月30日、FOXは本エピソードを初めてアメリカで放映し、1480万人の視聴者（870万世帯）を獲得した。
『エンターテインメント・ウィークリー』は本エピソードにB+評価を下し、「入り組んだプロットであるにも拘わらず、『血液』は手に汗握る緊張感を出すことに成功している」と述べている。『スタープラス』は本エピソードを「『X-ファイル』のエピソードベスト10」の10位に選出し、「非常に気味の悪いエピソードだ。」「『X-ファイル』を単に不気味なエピソードを放送する番組から、真に迫ったサイコスリラー系のエピソードも作れる番組へと変貌させた。」と述べている。
『A.V.クラブ』のザック・ハンドルンは本エピソードを「非ミソロジー系エピソードとしては良い」「ユーモアが全くないという点において、印象に残るエピソードであった」「視聴者が震え上がるようなシーンを用いて、不条理かつ恐怖を煽る物語を見事に作り上げた」「あのエンディングは、『シンジケートが余りにも謎めいているので、実はシンジケートなるものが存在しない可能性を否定できない』というモルダーが最も怖れている可能性を表現している。」と称賛している。また、ハンドルンはウィリアム・サンダーソンの演技も高く評価している。ロバート・シャーマンとラース・ピアソンはその著書『Wanting to Believe: A Critical Guide to The X-Files, Millennium & The Lone Gunmen』は本エピソードに5つ星評価で3つ星を与え、「1分1分毎に面白さが詰まっている」と称賛する一方で、「全体に一貫性がなく、説明も不足しているが故に、設定がちぐはぐになっている。ただ、不快に感じるほどではない」と指摘している。